# Mellicta radiata
Mellicta radiata är en fjärilsart som beskrevs av Curt Eisner 1942. Mellicta radiata ingår i släktet Mellicta och familjen praktfjärilar. Inga underarter finns listade i Catalogue of Life.